# Acerataspis formosana
Acerataspis formosana är en stekelart som beskrevs av Robert Asa Cushman 1937. Acerataspis formosana ingår i släktet Acerataspis och familjen brokparasitsteklar. Inga underarter finns listade i Catalogue of Life.